# Tresko – Im Visier der Drogenmafia
Im Visier der Drogenmafia ist ein deutscher Kriminalfilm von Günter Gräwert nach einem Drehbuch von Ferdinand Kroh aus dem Jahr 1996. Es handelt sich um die zweite Episode der Sat.1-Kriminalfilmreihe Tresko mit Mario Adorf als Kunstsachverständigen Joachim „Jo“ Tresko in der Titelrolle.

## Handlung
Der beim Bundesnachrichtendienst tätige Kunstsachverständige Joachim „Jo“ Tresko ermittelt verdeckt in der Berliner Kunstszene, um die russische Mafia zu überführen. Parallel sucht er fieberhaft nach seiner Ehefrau Katrin, die seit ihrer Zeitungsrecherche im Menschenhändlermilieu spurlos verschwunden ist.

## Kritik
Für die Kritiker der Fernsehzeitschrift TV Spielfilm war Tresko – Im Visier der Drogenmafia mit „Drogen, Kunstraub, Prostitution, Glücksspiel“ „Krimi-Einheitsbrei mit zu vielen Zutaten“. Sie zeigten mit dem Daumen zur Seite, vergaben für Action und Spannung einen von drei möglichen Punkten und resümierten: „Alles drin, aber wenig dran“.